# 산동 여자 물장수
"산동 여자 물장수"(山東 女子물장수)는 한국에서 제작된 김선경 감독의 1983년 드라마, 액션 영화이다. 서병헌 등이 주연으로 출연하였고 김인동 등이 제작에 참여하였다.

## 출연
- 서병헌
- 송정아
- 김영일
- 이재영
- 권성영
- 이희성
- 이화진
- 최화섭
- 남포동
- 최명희
- 김미진
- 지승용
- 홍성찬
- 정준용
- 이기병
- 신정재
- 이필용

## 스태프
- 제작: 김인동
- 기획: 김종철, 김기문
- 각본: 김세호
- 촬영: 양영길
- 조명: 한희창
- 음악: 정민섭
- 편집: 현동춘
- 녹음: 유창국
- 효과: 윤덕영
- 현상: 세방현상소
- 의상: 이해윤
- 스틸: 정기성
- 촬영보: 신양균
- 조명보: 배상일
- 무술지도: 김영일
- 조감독: 조성구
- 감독: 김선경